# Ali Kamé
Ali Kamé (* 21. Mai 1984 in Namakia) ist ein ehemaliger madagassischer Leichtathlet, der sich auf den Zehnkampf spezialisiert hat. In dieser Disziplin ist er aktuell Inhaber des Landesrekordes und wurde 2012 in Porto-Novo Afrikameister.

## Sportliche Laufbahn
Erste internationale Erfahrungen sammelte Ali Kamé vermutlich im Jahr 2006, als er seinen Zehnkampf bei den Afrikameisterschaften in Bambous vorzeitig beenden musste. Im Jahr darauf belegte er bei den Afrikaspielen in Algier mit 7012 Punkten den siebten Platz und gelangte im Kugelstoßen mit 17,91 m auf Rang vier. 2008 wurde er bei den Afrikameisterschaften in Addis Abeba mit 6774 Punkten Vierter im Zehnkampf und auch bei den Afrikameisterschaften 2010 in Nairobi gelangte er mit 7072 Punkten auf Rang vier. Im Jahr darauf gewann er bei den Afrikaspielen in Maputo mit 7458 Punkten die Bronzemedaille hinter dem Liberianer Jangy Addy und Guillaume Thierry aus Mauritius. 2012 siegte er mit 7252 Punkten bei den Afrikameisterschaften in Porto-Novo und nahm anschließend dank einer Wildcard im 110-Meter-Hürdenlauf an den Olympischen Sommerspielen in London teil, wurde dort aber in der ersten Runde wegen eines Fehlstarts disqualifiziert. Im Jahr darauf musste er bei den Weltmeisterschaften in Moskau seinen Mehrkampf vorzeitig beenden, ehe er bei den Spielen der Frankophonie in Nizza mit 7456 Punkten den vierten Platz belegte. 2014 gelangte er bei den Afrikameisterschaften in Marrakesch mit 6819 Punkten auf den fünften Platz und 2016 gewann er bei den Afrikameisterschaften in Durban mit 6892 Punkten die Bronzemedaille hinter dem Südafrikaner Fredriech Pretorius und Atsu Nyamadi aus Ghana. Daraufhin startete er erneut im Hürdenlauf bei den Olympischen Sommerspielen in Rio de Janeiro, schied dort aber in der ersten Runde aus. Im Jahr darauf beendete er dann seine aktive sportliche Karriere im Alter von 33 Jahren.

## Persönliche Bestleistungen
- 110 m Hürden: 14,61 s (+1,4 m/s), 14. April 2012 in Bambous
- Kugelstoßen: 17,91 m, 2007 in Algier
- Zehnkampf: 7685 Punkte, 13. April 2012 in Réduit (madagassischer Rekord)
  - Siebenkampf (Halle): 5152 Punkte, 2. Februar 2014 in Metz (madagassischer Rekord)